# Kałużny
Kałużny (cz. Kalužný; 994 m n.p.m.) - szczyt w północno-wschodniej części Beskidu Morawsko-Śląskiego w Czechach.
Szczyt Kałużnego wznosi się w głównym grzbiecie Pasma Ropicy, nieco przed połową jego długości (licząc od głównego grzbietu Karpat), tuż przed miejscem, w którym odgałęzia się ramię masywu Ostrego. Od wschodu podchodzi podeń dolina potoku Kopytná, natomiast od zachodu - dolina potoku Slavíč.
Szczyt całkowicie zalesiony, bez panoramy. Na północ od niego węzeł znakowanych szlaków turystycznych.